# Martin Evans
Martin John Evans (ur. 1 stycznia 1941 w Stroud, Gloucestershire) – brytyjski naukowiec, któremu przypisuje się jako pierwszemu odkrycie komórek macierzystych w 1981 roku. 
W 2007 roku wspólnie z Mario Capecchi i Oliverem Smithiesem uhonorowany Nagrodą Nobla w dziedzinie fizjologii lub medycyny za: „Odkrycie zasad użycia zarodkowych komórek macierzystych do modyfikacji genetycznych myszy”.